# ONE PIECE 25th Anniversary BEST 1999-2024
『ONE PIECE 25th Anniversary BEST 1999-2024』は、テレビアニメ『ONE PIECE』のコンピレーション・アルバム。2025年4月23日にavex picturesから発売される。

## 概要
アニメ放映25周年を記念したコンピレーション・アルバム。前作のONE PIECE 20th Anniversary BEST ALBUMに収録されていた、安室奈美恵『Fight Together』、『Hope』は未収録。また前々作のONE PIECE 15th Anniversary BEST ALBUMに収録されていた、東方神起『ウィーアー! ~アニメーション ワンピース 10周年 Ver.~』、『Share The World』も前作同様未収録となる。
今作はOPで使用された、V6『Super Powers』、きただにひろし『OVER THE TOP』、Da-iCE『DREAMIN’ ON』、I Don’t Like Mondays『PEINT』、SEKAI NO OWARI『最高到達点』、きただにひろし『あーーっす！』EDで使用された、Chilli Beans.『Raise』、大槻マキ『Dear sunrise』他、ボーナストラック2曲が初収録される。

## 収録曲

### Disc 1
1. ウィーアー!
歌：きただにひろし
2. Believe
歌：Folder5
3. ヒカリヘ
歌：ザ・ベイビースターズ
4. BON VOYAGE!
歌：Bon-Bon Blanco
5. ココロのちず
歌：BOYSTYLE
6. BRAND NEW WORLD
歌：D-51
7. ウィーアー! 〜7人の麦わら海賊団篇〜
歌：7人の麦わら海賊団（田中真弓、中井和哉、岡村明美、平田広明、山口勝平、大谷育江、山口由里子）
8. Crazy Rainbow
歌：タッキー&翼
9. Jungle P
歌：5050
10. 風をさがして
歌：矢口真里とストローハット
11. One day
歌：The ROOTLESS

### Disc 2
1. ウィーゴー!
歌：きただにひろし
2. HANDS UP!
歌：新里宏太
3. Wake up!
歌：AAA
4. Hard Knock Days
歌：GENERATIONS from EXILE TRIBE
5. ウィーキャン!
歌：氣志團ときただにひろし
6. Super Powers
歌：V6
7. OVER THE TOP
歌：きただにひろし
8. DREAMIN’ ON
歌：Da-iCE
9. PAINT
歌：I Don’t Like Mondays
10. 最高到達点
歌：SEKAI NO OWARI
11. あーーっす!
歌：きただにひろし
12. ウィーアー！～9人の麦わらの一味ver.～
歌：麦わらの一味
13. ウィーワー！
歌：ニセ・ルフィ
14. ウィーアー！～麦わらの一味ver.～
歌：麦わらの一味
15. ウィーアー！-From THE FIRST TAKE-
歌：きただにひろし

### Disc 3
1. memories
歌：大槻真希
2. RUN RUN RUN!!
歌：大槻真希
3. 私がいるよ
歌：TOMATO CUBE
4. しょうちのすけ
歌：推定少女
5. BEFORE DAWN
歌：AI-SACHI
6. fish
歌：The Kaleidoscope
7. GLORY -君がいるから-
歌：上原多香子
8. Shining ray
歌：Janne Da Arc
9. Free Will
歌：Ruppina
10. FAITH
歌：Ruppina